# Равич (город)
Равич (пол. Rawicz) — город в Польше, входит в Великопольское воеводство, Равичский повят. Имеет статус городско-сельской гмины. Занимает площадь 7,81 км². Население 21 398 человек (на 2004 год).
Город расположен на пересечении автодорог № 5 (Свеце — Познань — Лешно — Равич — Вроцлав — Любавка) и № 36 (Проховице — Люблин — Равич — Мейска-Гурка — Кротошин — Острув-Велькопольски).

## Персоналии
- Чарнецкий, Павел (?—начало 1664) — польский военачальник, полковник королевских войск. Кавалер Мальтийского ордена. Владелец Равича.